# 風よ あらしよ
『風よ あらしよ』（かぜよ あらしよ）は、村山由佳による評伝小説。2020年9月25日に集英社から刊行された。大正時代、筆一本で結婚制度や社会道徳に異議を唱え続けてきた婦人解放活動家であり文筆家でもあった伊藤野枝の生涯が描かれている。第55回吉川英治文学賞受賞作。

## 登場人物
伊藤野枝
婦人解放活動家、文筆家。生涯に三度の結婚をして七人の子を産むが、憲兵大尉である甘粕正彦により扼殺（やくさつ）された（甘粕事件）。
大杉栄
思想家、社会活動家。入籍はしないまま、野枝との間に家庭を持つ。甘粕事件で野枝とともに扼殺された。
辻潤
思想家、翻訳家。上野高等女学校の英語教師時代に生徒だった野枝との恋愛関係が問題となって退職させられた。以後、定職には就いていない。
平塚らいてう
婦人解放活動家、思想家。婦人月刊誌『青鞜』創刊者。
神近市子
婦人運動家、ジャーナリスト。付き合っていた大杉栄が野枝に心移りしたため、大杉を刺傷した（日陰茶屋事件）。
後藤新平
政治家、医師。
甘粕正彦
憲兵大尉。野枝と大杉を扼殺した甘粕事件の首謀者とされる。

## 書誌情報
- 村山由佳「風よ あらしよ」、集英社、2020年9月25日発売、ISBN 978-4-08-771722-8[1]

## テレビドラマ
2022年3月31日にNHK BS8Kにて放送され、同年9月4日から9月18日までNHK BSプレミアムとNHK BS4Kの「プレミアムドラマ」枠にて放送された。主演は吉高由里子。
2024年2月9日にドラマを再編集した映画『風よ あらしよ 劇場版』が公開（制作・配給：太秦株式会社）された。

### キャスト（テレビドラマ）
- 伊藤野枝（婦人解放活動家、文筆家） - 吉高由里子（幼少期：湯本柚子）
- 大杉栄 （思想家、後の野枝の内縁の夫）- 永山瑛太[3][4]
- 平塚らいてう（婦人解放活動家、文筆家） - 松下奈緒[3][4]
- 神近市子（婦人解放活動家、ジャーナリスト、大杉の愛人） - 美波[5]
- 村木源次郎 （アナーキスト）- 玉置玲央[5]
- 堀保子（社会運動家、大杉の内縁の妻） - 山田真歩[5]
- 甘粕正彦（憲兵大尉） - 音尾琢真[5]
- 渡辺政太郎（社会運動家） - 石橋蓮司[5]
- 渡辺八代 （政太郎の妻）- 山下容莉枝[5]
- 辻潤（思想家、翻訳家、野枝の夫） - 稲垣吾郎[3][4]
- 辻美津（潤の母親） - 朝加真由美[5]
- 保持研 （俳人、青鞜社の同人）- 栗田桃子[6]
- 尾竹紅吉（青鞜社の同人） - 高畑こと美[7]
- 末松福太郎（野枝の許婚） - 池田倫太朗[6]
- 福太郎の父 - 渡辺哲[8]
- 田村記者（新聞記者） - みのすけ[9]
- 奥村博史（画家・平塚の夫） - 成田瑛基[10]
- 立花秀子（旅館の女将） - 池津祥子
- 近藤巡査 - 前原滉
- 中野初 （俳人、青鞜社の同人）- 福田ユミ[11]
- 和田久太郎 - 金井勇太
- 久板卯之助 - 芹澤興人
- 大杉魔子 - 加藤柚凪
- 橘宗一 - 岩川晴

### スタッフ
- 原作 - 村山由佳「風よ あらしよ」（集英社刊）[3]
- 脚本 - 矢島弘一[3]
- 音楽 - 梶浦由記[3]
- 制作統括 - 岡本幸江[3]
- 演出 - 柳川強[3]
- 時代考証 - 天野隆子
- きつ音症考証 - 原由紀
- 所作指導 - 藤間貴雅
- 尺八指導 - 神令
- 書道指導 - 金敷駸房
- 軍事所作指導 - 越康広
- 福岡ことば指導 - 芳野友美
- 撮影協力 - 栃木県栃木市、鹿沼市、茨城県常総市、千葉県南房総市、白子町
- 資料提供 - 佐野市郷土博物館

### 放送日程
NHK BS8K
| 放送日  |
| ------- |
| 3月31日 |

NHK BS、NHK BS4K
| 各話   | 放送日  |
| ------ | ------- |
| 第1話  | 9月04日 |
| 第2話  | 9月11日 |
| 最終話 | 9月18日 |

| NHK BSプレミアム・NHK BS4K プレミアムドラマ           | NHK BSプレミアム・NHK BS4K プレミアムドラマ | NHK BSプレミアム・NHK BS4K プレミアムドラマ  |
| 前番組                                                | 番組名                                      | 次番組                                       |
| ----------------------------------------------------- | ------------------------------------------- | -------------------------------------------- |
| 拾われた男 LOST MAN FOUND （2022年6月26日 - 8月28日） | 風よ あらしよ （2022年9月4日 - 9月18日）    | しもべえ 特別版 （2022年9月25日 - 11月13日） |